# Сражение под Злочевом
Сражение под Злочевом (польск. Bitwa pod Złoczewem) — сражение Январского восстания в Польше, произошедшее 10 (22) августа 1863 года между русскими войсками под командованием подполковника Тарасевича и польскими повстанцами из отряда генерала Эдмунда Тачановского.

## Предыстория
В самом начале восстания — 29 января (10 февраля) 1863 года Злочев, будучи под юриcдикцией магдебургского права, без боя перешел под контроль восставших, во главе с Макарием Домирецким. Однако уже 3 (15) февраля 1863 из-за предательства одного из приближенных к Домирецкому повстанцев — Александра Ромовитца 32 повстанца вместе с Домирецким были окружены отрядом майора Казакова численностью до 500 человек, в районе деревни Потоки. В ходе короткого боя пятеро повстанцев, включая Домирецкого, были убиты, ещё 20 попали в плен и лишь нескольким удалось прорваться из окружения и скрыться. В тот же день город был занят правительственными войсками, которые устроили там опорный пункт и разместили большое количество солдат.
После сокрушительного поражения под Игнацево Эдмунд Тачановский с остатками своего отряда отступил в Лодзинское воеводство. Вновь собрав значительные силы численностью до 1.500 человек, он подошел к Злочеву со стороны местечка Камионка, с намерением занять город снова, не зная о двукратном численном преимуществе находившихся в городе русских полков под командованием подполковника Тарасевича. Сражение было коротким и состоялось на пахотном поле в 2 километрах к юго-востоку от города.

## Сражение
Расположившись на поле, повстанцы Тачановского ждали приказа наступать на город, но внезапно на поле появились регулярные войска под командованием подполковника Тарасевича, который незамедлительно приказал открыть по мятежникам огонь из пушек и ружей. Тачановский сначала отдал приказ занять оборону, а затем контратаковать русские войска, но увидев, что первая контратака мгновенно захлебнулось под огнём картечи и ружей превосходящих сил противника, приказал незамедлительно отступать в сторону местечка Нецмиров. Тарасевич приказал не преследовать отступающих, так как опасался возможных засад в лесистой местности, окружавшей город. На поле боя осталось лежать пять убитых повстанцев, ещё более 50 были ранены или взяты в плен. Потери правительственных войск составили: 1 убитый и 7 раненых.